# Poxoréo
Poxoréo – miasto i gmina w Brazylii, w stanie Mato Grosso.